# Lausitzi tartománygrófok listája
Az alábbi lista Lausitz (Luzsica) tartománygrófjait tartalmazza:
| Portré | Név                                 | Uralkodása                             | Megjegyzések                                 |
| ------ | ----------------------------------- | -------------------------------------- | -------------------------------------------- |
|        | I. Nagy Geron (*900 k.)             | t.-gr.: 937, †965. május 20.           | Még csak Ostmark grófja.                     |
| –      | I. Hodo (*930 .)                    | t.-gr.: 965, †993. március 13.         |                                              |
| –      | II. Geron (*970 k.)                 | t.-gr.: 993, †1015. szeptember 1.      |                                              |
| –      | Thietmar (*990 k.)                  | t.-gr.: 1015, †1030. január 10.        |                                              |
| –      | II. Hodo                            | t.-gr.: 1030–1032, †1034 (?)           |                                              |
| –      | I. Dietrich (*989)                  | t.-gr.: 1032, †1034. november 19.      |                                              |
| –      | Eckhard (*985 k.)                   | t.-gr.: 1034, †1046. január 24.        | Más írásmóddal Ekkehard.                     |
| –      | I. Dedo (*1004)                     | t.-gr.: 1046–1069, ld. alább           |                                              |
| –      | II. Dedo                            | t.-gr.: 1069, †1069. október 26.       |                                              |
| –      | I. Dedo (2x)                        | t.-gr.: 1069, †1075 októbere           |                                              |
|        | Cseh Vratiszláv (*1035)             | t.-gr.: 1076–1081, †1092. január 14.   | Cseh herceg.                                 |
| –      | I. Henrik (*1070 k.)                | t.-gr.: 1081, †1103                    |                                              |
| –      | II. Henrik (*1103)                  | t.-gr.: 1103, †1123                    |                                              |
|        | Wiprecht (*1050 k.)                 | t.-gr.: 1123, †1124. május 22.         |                                              |
|        | Albert (*1100 k.)                   | t.-gr.: 1124–1131, †1170. november 18. | Más irásmóddal Albert. Brandenburg őrgrófja. |
| –      | III. Henrik (*1090 k.)              | t.-gr.: 1131, †1135. december 31.      |                                              |
|        | I. Konrád (*1098)                   | t.-gr.: 1136, †1157. február 5.        |                                              |
|        | II. Dietrich (*1118)                | t.-gr.: 1156, †1185. február 9.        |                                              |
|        | III. Dedo (*1121)                   | t.-gr.: 1185, †1190. augusztus 16.     |                                              |
| –      | III. Konrád (*1159. szeptember 13.) | t.-gr.: 1190, †1210. május 6.          |                                              |
|        | III. Dietrich (*1162. március 11.)  | t.-gr.: 1210, †1221. január 18.        |                                              |
|        | IV. Henrik (*1218)                  | t.-gr.: 1221, †1288. február 15.       |                                              |
| –      | Frigyes Tuta (*1269)                | t.-gr.: 1288-ban, †1291. augusztus 16. |                                              |
| –      | IV. Dietrich (*1260 k.)             | t.-gr.: 1288, †1307. december 10.      |                                              |

## Családfa
```
                         Thietmar
              _______________│______________
              │                            │
           
I. Gero
                       Hidda ∞ Thüringiai Keresztély
          (900-965)                            │
              │                            Thietmar
           
I. Hodo
                         (925-979)
          (930-993)                            │
                                           
II. Gero

                                           (970-1015)
                                               │
                                            
Thietmar

                                           (990-1030)
                                               │
                                            
II. Hodo

                                            (?-1034)
```

```
                                                  Ekkehard
                                          ___________│________________
                                          │                          │
                         
I. Dietrich
 ∞ Mathilda                   
Ekkehard

                          (989-1034) │                           (985-1046)
            _________________________│_______________
            │                                       │
         
I. Dedo
                                  Thimo                       
Wiprecht

       (1004-1075)                             (1034-1091)                   (1050-1122)
    ________│____________              _____________│________________      _______│________
    │                   │              │                            │      │              │
 
II. Dedo
          
I. Henrik
           │                          Dedo ∞ Bertha      
III. Henrik

 (?-1069)          (1070-1103)       
Konrád
     
Albert
          (?-1124)(?-1144)     (1090-1135)
                        │         (1098-1157) (1100-1170)
                    
II. Henrik
         │__________ │ _____________________________
                   (1103-1123)             │       │               │             │
                                          Ottó ∞ 
leány
       
II. Dietrich
    
III. Dedo

                                      (1116-1180)             (1118-1185)   (1121-1190)
                                           │                                     │
                                     
III. Dietrich
                          
II. Konrád

                                      (1162-1221)                           (1159-1210)
                                           │
                                      
IV. Henrik

                                      (1218-1288)
                        ___________________│____________________
                        │                                      │
                      Albert                                Dietrich
                   (1240-1314)                            (1242-1285)
            ____________│___________                           │
            │                      │                      
Frigyes Tuta

         Frigyes             
IV. Dietrich
                 (1269-1291)
       (1257-1323)            (1260-1307)
            │
            │
            │
            v
      
meisseni grófok
```

## Fordítás
- Ez a szócikk részben vagy egészben  a   Liste der Markgrafen der Lausitz című német Wikipédia-szócikk fordításán alapul.  Az eredeti cikk szerkesztőit annak laptörténete sorolja fel. Ez a jelzés csupán a megfogalmazás eredetét és a szerzői jogokat jelzi, nem szolgál a cikkben szereplő információk forrásmegjelöléseként.